# Aipo-do-gado
O Aipo-do-gado (popularmente conhecidas como  Aipo - da-serra ) é uma planta do género botânico da família Apiaceae, espécie endémica da ilha da Madeira com a denominação: Melanoselinum decipiens (Schrad. & J.C. Wendi.Hoffm.).
Apresenta-se como uma planta herbácea, perene, monocárpica, cujo Caule é simples, espesso, lenhoso na base. Pode crescer até 3 metros de altura. As folhas são dispostas em roseta na parte superior e tem a forma triangular, apresentam-se grandes, até 60 cêntimetros de comprimento, 2-3-penatissectas.
As flores são pequenas, de pétalas esbranquiçadas a purpúreas, reunidas em umbelas numerosas, que formam uma enorme inflorescência terminal, que pode atingir entre 50 a 90 centimetros de diâmetro.
Trata-se de uma espécie endémica da ilha da Madeira. É bastante rara e habita escarpas rochosas do interior da ilha, desde a floresta da Laurissilva do barbusano até as altitudes mais elevadas.
O género Melanoselinum é endémico da ilha da Madeira, sendo representado apenas por esta espécie.
Floração: Abril a Agosto.
Ao longos dos tempos chegou a ser cultivado para fins forrageiros, e usado portanto na alimentação do gado.